# Cases del carrer Principal de Garriguella
Les Cases del carrer Principal de Garriguella són un conjunt d'edificis del municipi de Garriguella (Alt Empordà) que formen part de l'Inventari del Patrimoni Arquitectònic de Catalunya. Es troben al bell mig del veïnat de Garriguella Vella, a l'oest del nucli urbà de la població de Garriguella. En formen part els edificis dels números 4, 5, 6, 7, 9, 14 i 16, tots ells inclosos en l'Inventari del Patrimoni Arquitectònic de Catalunya.

## Número 4

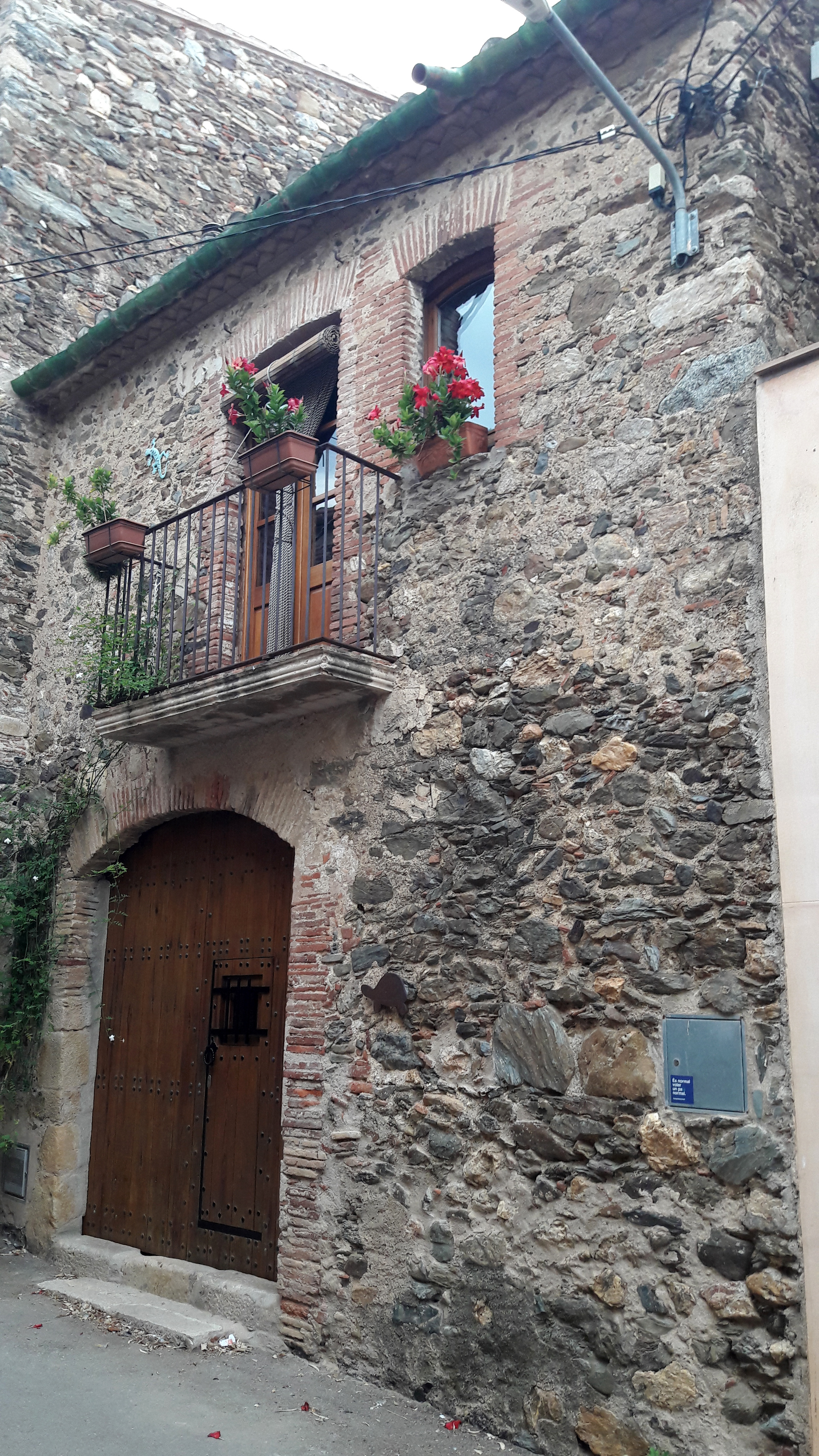
Número 4

El número 4 del carrer Principal és un edifici unifamiliar entre mitgeres de planta rectangular, format per dos cossos adossats, amb dues zones de pati interiors. Presenta la coberta a dues aigües de teula i està distribuït en planta baixa i pis. A la façana principal hi ha un gran portal d'arc rebaixat bastit amb maons, amb alguns carreus de pedra testimonials als brancals. El marxapeu també està obrat en pedra. Al pis, destaca un finestral amb sortida a un balcó exempt amb llosana motllurada i barana simple. Al costat hi ha una finestra. Ambdues obertures són d'arc rebaixat i es troben bastides amb maons disposats a sardinell. La façana està rematada amb una canalera de teula vidrada verda. Tota la construcció està bastida amb pedra sense treballar i fragments de material constructiu, tot lligat amb abundant morter de calç.

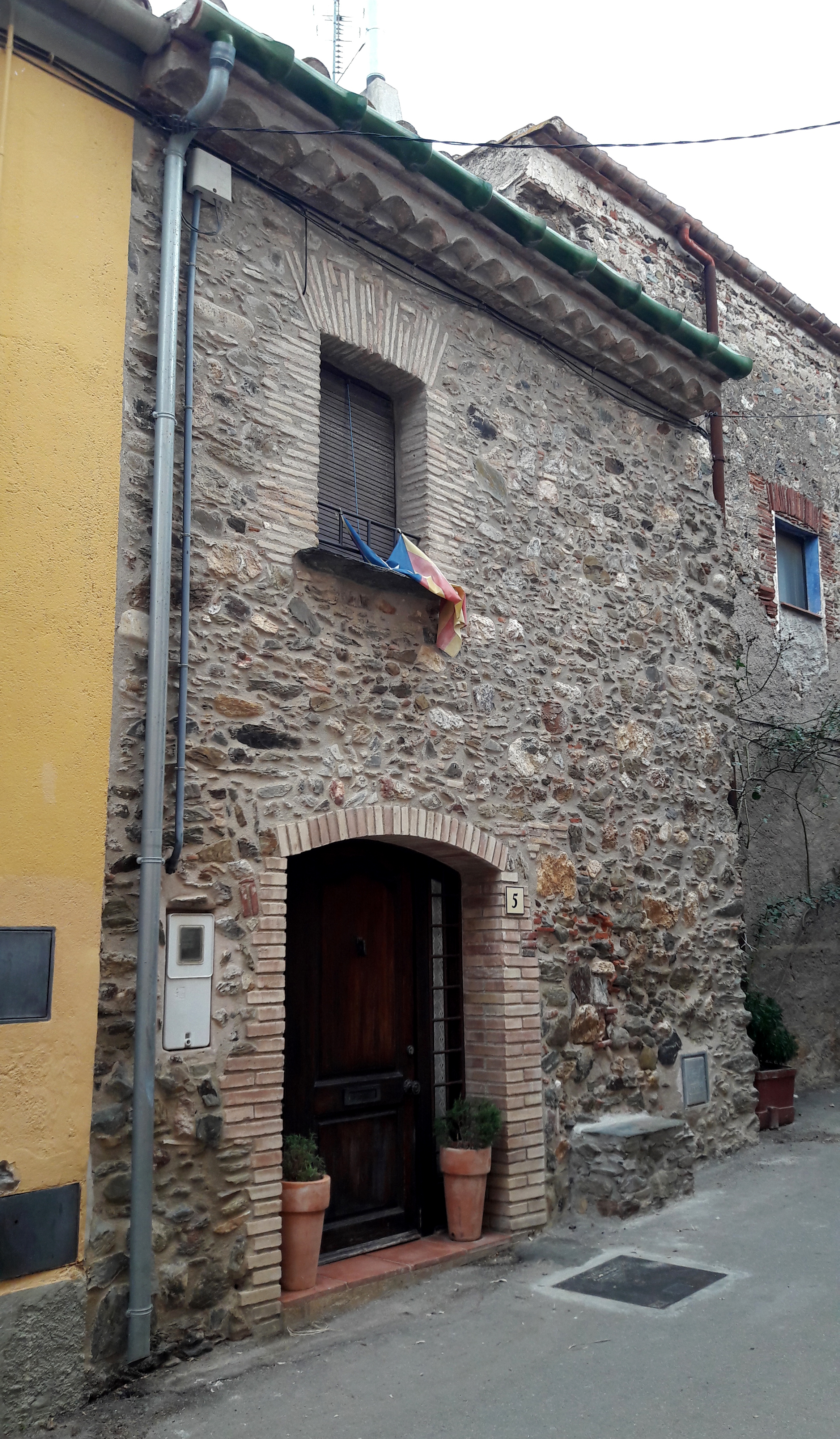
Número 5

## Número 5
El número 5 del carrer Principal és un edifici unifamiliar entre mitgeres de planta rectangular, amb una gran zona de jardí a la part posterior, delimitat pel carrer Figueres. Presenta la coberta a dues aigües de teula i està distribuït en planta baixa i pis. A la façana principal hi ha el portal d'accés, d'arc rebaixat bastit amb maons. Al pis hi ha una finestra d'arc a nivell bastida amb maons, amb l'ampit de pedra pissarra. La façana està rematada per un ràfec de teula àrab i, al damunt, una canalera de teula vidrada verda. Tota la construcció està bastida amb pedra sense treballar lligada amb morter de calç.
Aquesta casa va ser bastida vers el segle xviii, com moltes altres d'aquest carrer. L'estructura arquitectònica del tram del carrer Principal de Garriguella Vella es deu a la mateixa època. Del reduït nucli medieval del poble pràcticament no en queda res. Tot fou reconstruït durant el s. XVIII, en temps de l'expansió del conreu de la vinya, quan Garriguella produïa molt vi i d'excel·lent qualitat.
Els pagesos portaven el vi fins al port de Llançà i era embarcat a Amèrica. La prosperitat del poble va fer que es construïssin grans cases de pedra, amb amplis cellers en els baixos per guardar el vi en les bótes i l'oli en les piles de pedra. Malauradament la sort de Garriguella durà poc i al segle xix arribaren els problemes pels vinyaters.

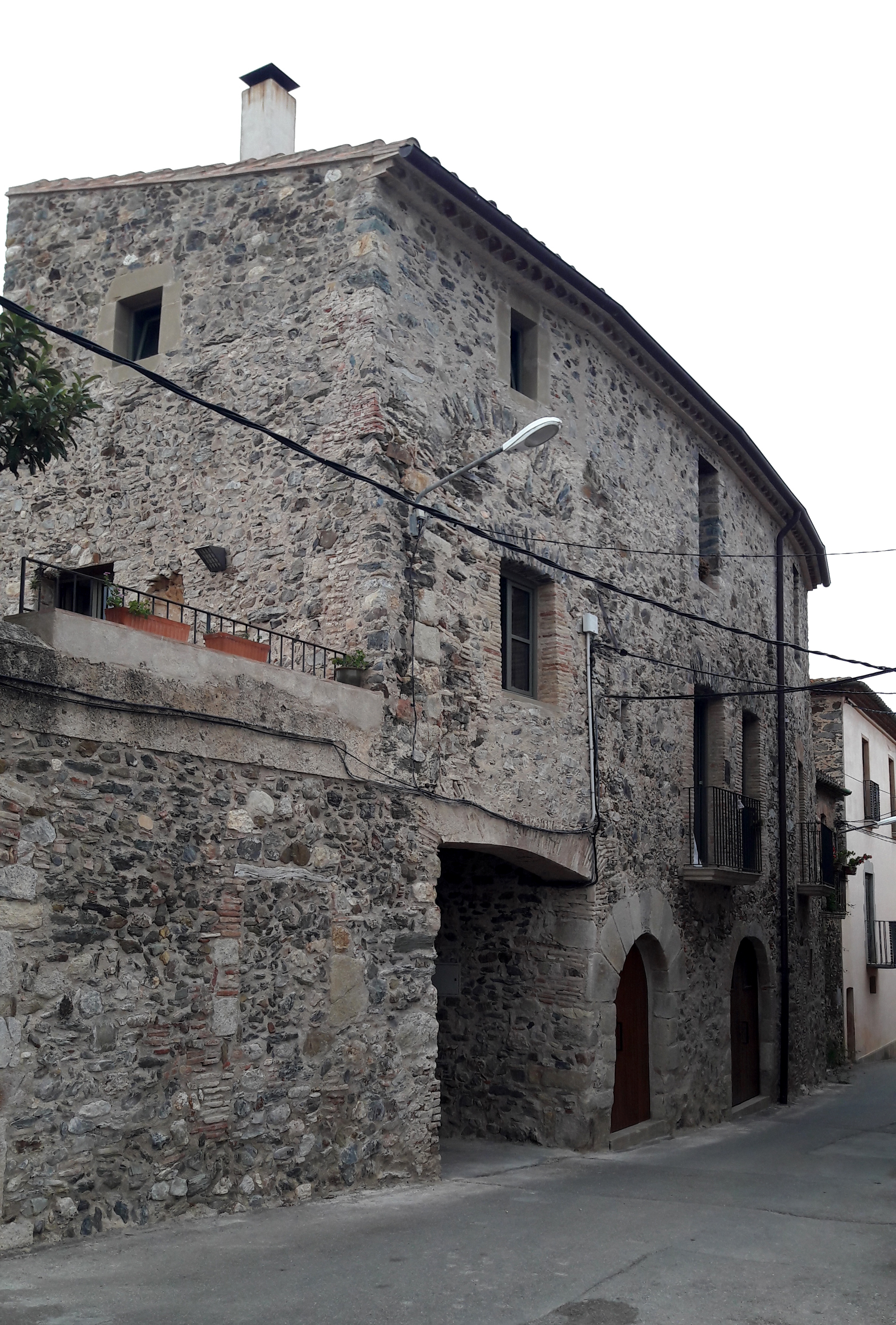
Can Cremat

## Número 6: Can Cremat
L'edifici del número 6 del carrer Principal és un edifici unifamiliar conegut com a Can Cremat, rehabilitat recentment sota la direcció de l'arquitecte Joan Viader (de l'Estudi Fuses-Viader, de Girona). De planta més o menys rectangular, presenta un gran jardí a l'altra banda del carrer Correrola, on antigament hi havia cases, com es pot comprovar per les restes d'obertures tapiades i les plaques amb els números 2 i 4 al carrer Correrola i 6 a la plaça Gerisena. El jardí està comunicat amb l'edifici a través d'una terrassa oberta al nivell del primer pis, amb accés des de la casa. Té coberta de teula, a dues aigües en la crugia posterior i a una aigua sobre la façana, i està distribuït en planta baixa i dos pisos. La façana principal presenta, a la planta baixa, un portal d'arc de mig punt adovellat, amb els brancals bastits amb carreus de pedra. La dovella clau presenta una inscripció illegible.
Al costat hi ha un altre portal de mig punt bastit amb carreus escairats. Al primer pis hi ha dos balcons exempts als laterals, un d'ells bastit amb maons, i una finestra balconera central, a més d'una finestra. El segon pis presenta tres finestres a la façana. La tanca que delimita la zona de jardí de la finca, situada davant de la plaça Gerisena, presenta diverses obertures tapiades. En concret es tracta d'un portal bastit amb maons i una finestra bastida amb carreus desbastats. El portal d'accés actual és rectangular i està bastit amb pedra i maons.
Tota la construcció està bastida amb pedra sense treballar i fragments de material constructiu, tot lligat amb abundant morter de calç.

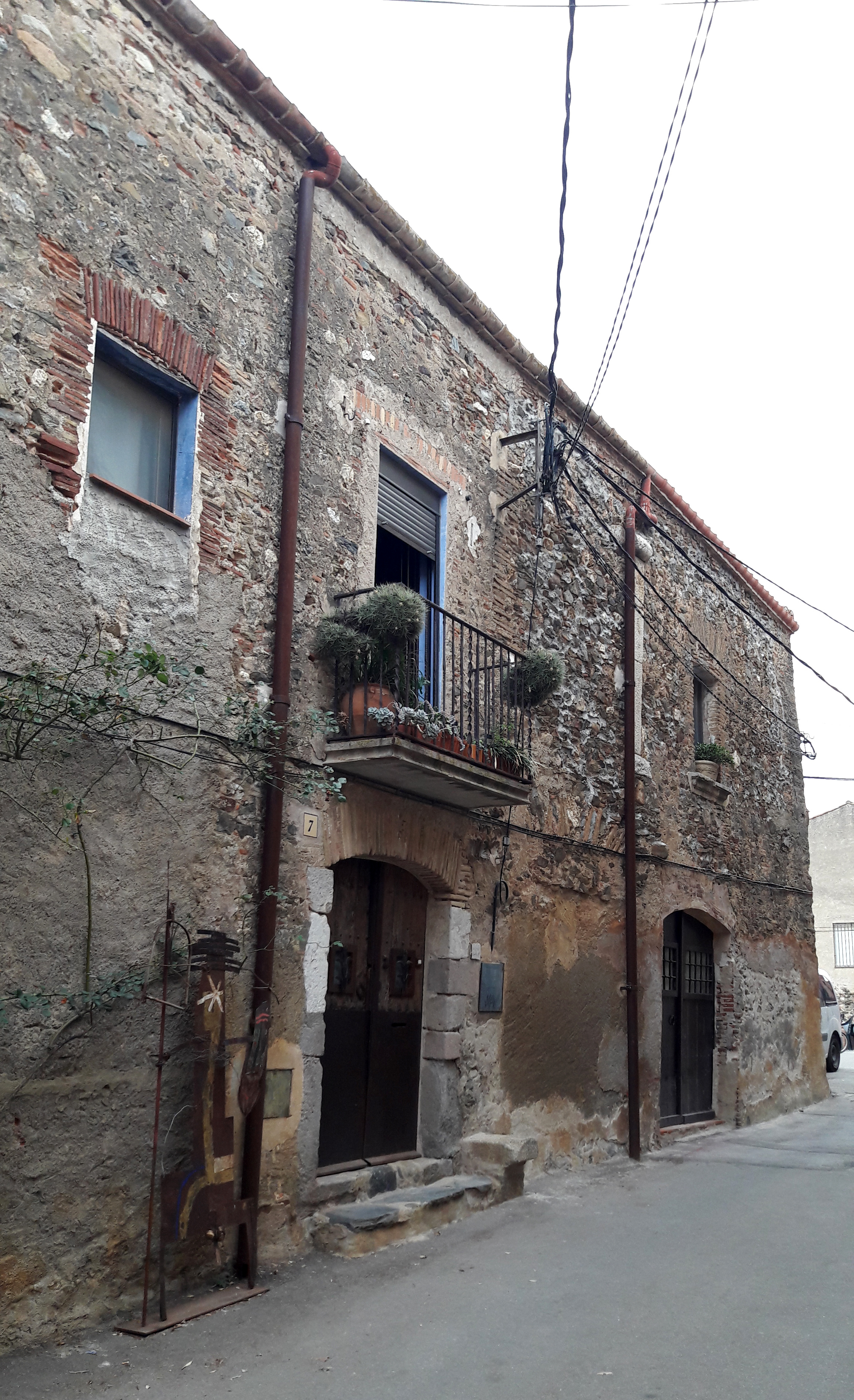
Número 7

## Número 7
L'edifici de forma cantonada entre el carrer Principal i la plaça Gerisena, que és el número 7 del carrer Principal, és un edifici unifamiliar de planta rectangular, format per dues crugies paral·leles a la façana principal. El cos davanter està format per planta baixa i pis, mentre que el posterior té dues plantes d'alçada. Ambdues crugies tenen la coberta a un sol vessant de teula. La façana principal presenta dos portals d'arc rebaixat, construïts amb maons. El portal d'accés principal té els muntants i el marxapeu bastits amb carreus ben desbastats. Al pis hi ha un balcó exempt damunt la porta d'accés i dues finestres rectangulars bastides amb maons. Una d'elles presenta l'ampit de pedra motllurat. A la mateixa planta, cal destacar les restes del brancal d'una obertura, bastida amb carreus de pedra ben desbastats. La façana orientada a la plaça presenta finestres d'arc rebaixat bastides amb maons i disposades en els diferents pisos. Tota la construcció està bastida amb pedra sense treballar lligada amb morter de calç. La façana de la plaça es troba arrebossada.

## Número 9: Can Torres
És un edifici de planta rectangular format per dos cossos adossats, amb una gran jardí a la part posterior. L'edifici principal està format per tres crugies perpendiculars a la façana principal, presenta la coberta a dues aigües de teula i està distribuït en planta baixa i dos pisos. La façana principal té una porta d'entrada bastida amb un gran arc de mig punt adovellat, amb els brancals de carreus ben escairats. Al primer pis trobem tres parelles de finestres gòtiques, formades per dos arquets trilobulats, amb les impostes decorades amb rosetes, i l'emmarcament format per carreus de pedra ben escairats.

## Número 14: Can Panseta
És un edifici entre mitgeres de planta rectangular, format per tres cossos adossats, amb pati interior. L'edifici principal està format per tres crugies perpendiculars a la façana i està distribuït en planta baixa i pis. Presenta la coberta a dues aigües de teula. La façana principal presenta el portal d'accés a l'interior situat a l'extrem nord-est. És d'obertura rectangular, amb els brancals emmarcats amb carreus ben desbastats i la llinda plana, amb decoració central i inscripció gravada a la pedra: "FRANCESCA GIFRE Y TROBAT ME FECIT/1692". La construcció es troba arrebossada, amb el sòcol decorat.

## Número 16: Ca l'Hurtós
És un edifici de planta rectangular format per dos grans cossos adossats, amb la façana principal orientada al carrer Principal. L'edifici es complementa amb un altre cos de planta rectangular, que s'adossa als altres dos per la part posterior. La casa presenta coberta a dues aigües de teula i està formada per tres crugies adossades en paral·lel. Consta de planta baixa, pis i golfes. La façana principal presenta un portal d'accés rectangular, amb els brancals bastits amb carreus i la llinda plana de grans dimensions.